# Psoralea monophylla
Psoralea monophylla är en ärtväxtart som först beskrevs av Carl von Linné, och fick sitt nu gällande namn av Charles Howard Stirton. Psoralea monophylla ingår i släktet Psoralea och familjen ärtväxter. Inga underarter finns listade i Catalogue of Life.